# Едуин Гарн
Едуин Джейкъб „Джейк“ Гарн (на английски: Edwin Jacob 'Jake' Garn) е американски политик и астронавт на НАСА, участник в един космически полет, по програмата „Сенатор в космоса“.

## Биография
Едуин Гарн завършва гимназия в Солт Лейк Сити, Юта. През 1955 г. завършва университета на Юта с бакалавърска степен по бизнес и финанси. От 21 декември 1974 до 3 януари 1993 г. е сенатор в Конгреса на САЩ, като представител на Републиканската партия.

## Служба в НАСА
Едуин Гарн е избран за астронавт от НАСА на 9 ноември 1984 г. като специалист по полезния товар в програмата „Сенатор в космоса“. Той взима участие в един космически полет.

### Полет
| Космически полет на Едуин Джейкъб „Джейк“ Гарн                | Космически полет на Едуин Джейкъб „Джейк“ Гарн | Космически полет на Едуин Джейкъб „Джейк“ Гарн | Космически полет на Едуин Джейкъб „Джейк“ Гарн | Космически полет на Едуин Джейкъб „Джейк“ Гарн | Космически полет на Едуин Джейкъб „Джейк“ Гарн | Космически полет на Едуин Джейкъб „Джейк“ Гарн |
| №                                                             | Дата                                           | КК                                             | Емблема на мисията                             | Функции                                        | Продължителност                                |                                                |
| ------------------------------------------------------------- | ---------------------------------------------- | ---------------------------------------------- | ---------------------------------------------- | ---------------------------------------------- | ---------------------------------------------- | ---------------------------------------------- |
| 1                                                             | 12 април 1985                                  | „Дискавъри“, мисия STS-51D                     |                                                | Специалист по полезния товар                   | 6 денонощия 23 часа 55 мин. 23 сек.            |                                                |
| Сумарно време в космоса – 6 денонощия 23 часа 55 мин. 23 сек. |                                                |                                                |                                                |                                                |                                                |                                                |